# 蒙阿图
蒙阿图，又称孟阿图、孟噶圖，后金与清朝初年官员，佟佳氏。
天命初，蒙阿图与兄巴笃理归附努尔哈赤。编入正白旗，自牛录额真擢升为梅勒額真，因为私立屯庄，罢职。皇太极嗣位后，设立八固山额真分统八旗，与诸贝勒共议一切事务。又设立佐管大臣十六人（每旗二人），主持佐理国政，审断狱讼，不出兵驻防。包括正黄旗拜尹图、楞额礼，镶黄旗伊孙、达朱户，正红旗布尔吉、叶克书，镶红旗吴善、绰和诺，镶蓝旗舒赛、康喀喇，正蓝旗屯布禄、萨璧翰，镶白旗吴拜、萨木什喀，正白旗蒙阿图、阿山。又设立调遣大臣十六人（每旗二人），出兵驻防，以时调遣，仍审理词讼。包括正黄旗巴布泰、霸奇图，镶黄旗多内、扬善，正红旗汤古代、察喇哈，镶红旗哈哈纳、叶臣，镶蓝旗孟垣、额孟格，正蓝旗昂阿喇、色勒，镶白旗图尔格、伊尔登，正白旗康礼古、阿达海。蒙阿图为正白旗佐管大臣。天聪三年（1629年），蒙阿图跟随后金军攻打明朝，在遵化获胜。皇太极命他率军攻打瓦尔喀，俘敌三千。次年回军，皇太极亲自出郊宴劳。授任游击世职，擢升为工部承政。崇德三年（1638年），因年老解职，皇太极召见他说：“你等旧臣，朕见到就心喜，可以时不时就来拜见。”不久，蒙阿图去世。